# Quintanilla del Agua
Quintanilla del Agua es una villa de la ribera del río Arlanza situada a 50 km de Burgos, a 9 km de Lerma y a 13 de Covarrubias. Forma ayuntamiento con Tordueles, con una población censada de 360 habitantes.

## Historia y Patrimonio

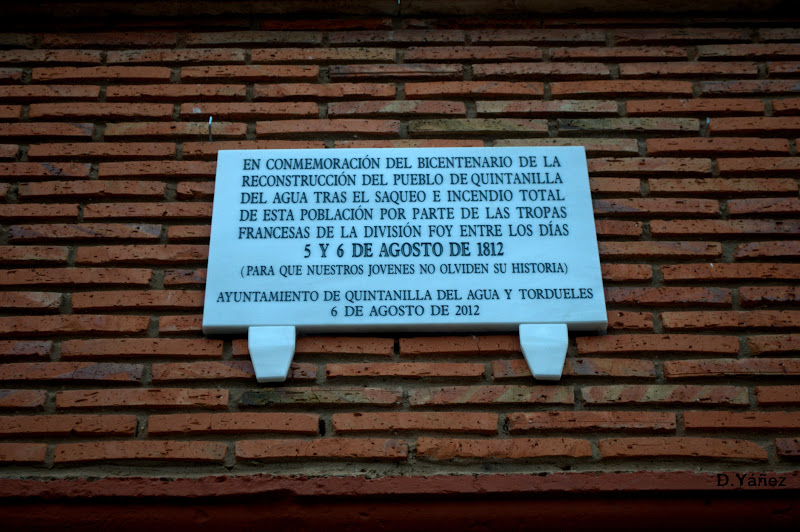
Placa conmemorativa en la plaza mayor.

Como elementos arquitectónicos históricos, Quintanilla del Agua posee escasos edificios, pues la guerra de independencia del siglo XIX dejó casi destrozada por completo la población. No obstante, sí posee varios elementos que dejan muestra del paso de diferentes civilizaciones por la Villa Bauta.  

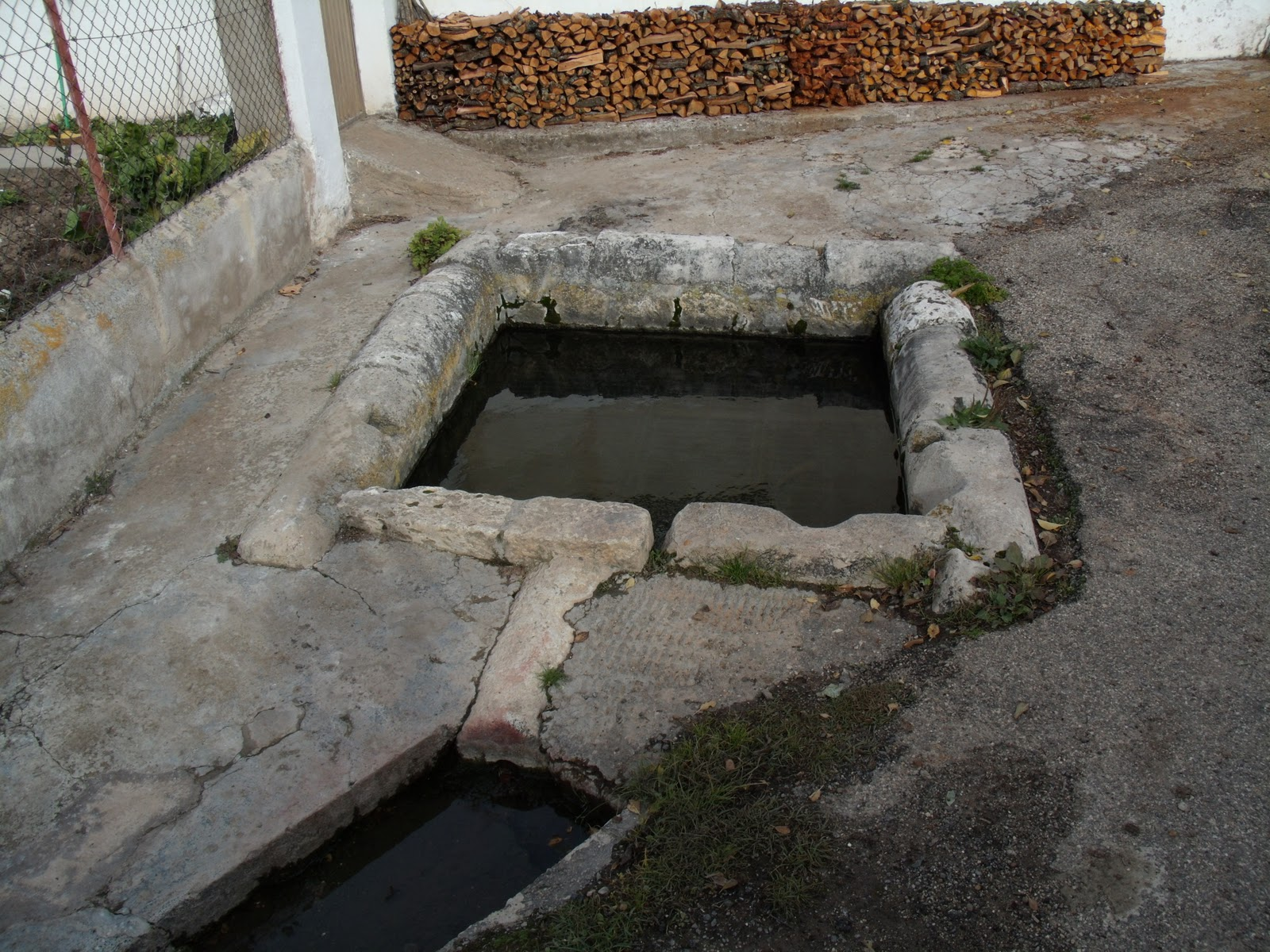
Fuente Lugar.

A las afueras de Quintanilla, en dirección a Puentedura, se encuentra una casa y una ermita en ruinas, pertenecientes al despoblado San Pedro la Villa. Este municipio, se unió a Quintanilla del Agua y la última casa estuvo ocupada hasta mediados del siglo XX. A escasos metros de esta casa se encuentra una fuente olvidada y casi engullida por la vegetación, la fuente de "San Pedro", cuya datación la encuadra en la época de los Romanos, puesto que probablemente cerca de esta fuente transitaba una calzada romana, la del Arlanza. 
Más evidencias del paso de la civilización romana por estas tierras, es la aparición de herramientas, monedas y sigillata romana en los campos de labor próximos a este despoblado. 
Asimismo, ha aparecido cerca del citado pueblo, cerámica campaniforme, lo que evidencia asentamientos prehistóricos en el término llamado "Paulejas".
Pero no solamente fuera de Quintanilla aparecen restos de otras civilizaciones. Dentro del casco urbano, se encuentra una fuente de la época Romana. Llamada la fuente "Lugar", es de estructura cúbica y abastece, junto a otra fuente surgida en la tierra, a las huertas que se encuentran próximas.
Contaba con dos molinos, uno convertido hoy en casa rural y otro en ruinas. Este último, situado junto a la fuente de "los Borbollones", se encuentran también las ruinas de una ermita perteneciente al despoblado Torrecilla del Agua.
En el núcleo urbano, se encuentra la iglesia de la Natividad de Nuestra Señora, del siglo XI, queda como muestra, restaurada en el siglo XIX pero cuya primera construcción data de los siglos XI-XII de estilo románico. Posee en su interior el retablo Barroco del siglo XVII que no desapareció tras la quema de la Villa, y una pila bautismal del siglo XI.
La ermita de la Inmaculada Concepción, que ha sido reconstruida (2014) para ofrecer un servicio más amplio que el religioso; así, este edificio acoge exposiciones de todo tipo, desde artísticas hasta gastronómicas. El retablo de este edificio ha sido pintado al fresco por Susana Velasco, que ha representado dos ángeles sosteniendo la corona a la Virgen, y a ambos lados el pueblo de Quintanilla.  
Uno de sus vecinos fue el soldado de las Tropas Nómadas del Sáhara Español Ángel Moral Moral, muerto a manos de desertores saharauis que simpatizaban con el Frente Polisario el 11 de mayo de 1975, por lo que fue condecorado con la Orden del Mérito Militar con distintivo rojo.
Por sus tierras pasa el Camino del Cid, que es un camino cultural que une Burgos con Valencia. Tiene numerosas peñas y asociaciones culturales. Uno de sus atractivos son las numerosas bodegas o cuevas situadas en San Roque y el Territorio Artlanza.

## Naturaleza
Podemos encontrar una variada diversidad de ecosistemas en todo el término municipal: Campos de labor (la mayor extensión), monte (el Yuso, con encinas centenarias, que sufrió un incendio en el año 2014), bosque de galería (en la ribera del río), lagunas temporales (con hasta 9 especies de anfibios)... 
Como especies animales más representativas se encuentran el barbo, el corzo, el jabalí y el buitre leonado.

## Similitudes toponímicas
Toma como referente de su topónimo el agua, compartido con:
Tubilla del Agua, Santillán del Agua, Paúles del Agua, Ruyales del Agua, Báscones del Agua...

## Demografía
| Gráfica de evolución demográfica de Quintanilla del Agua entre 1842 y 1970 |
| |
| Población de derecho según los censos de población del INE. Población de hecho según los censos de población del INE.Entre el censo de 1981 y el anterior, este municipio desaparece porque se agrupa en el municipio Quintanilla Tordueles. |

## Fiestas
Las fiestas de Quintanilla son:
- San Isidro Labrador (15 de mayo).
- Fiestas patronales en honor a la Santísima Trinidad y del Corpus Christi (finales de mayo - principios de junio).
- Fiesta popular de "San Queremos" (finales de octubre).